# The Range Law
The Range Law è un cortometraggio muto del 1913 scritto e diretto da William Duncan. Il regista è anche interprete del film prodotto dalla Selig Polyscope Company con Myrtle Stedman, Lester Cuneo, Charles E. Reeves, Tom Mix.

## Produzione
Il film fu prodotto dalla Selig Polyscope Company. Venne girato a Prescott, in Arizona.

## Distribuzione
Distribuito dalla General Film Company, il film - un cortometraggio di una bobina - uscì nelle sale cinematografiche statunitensi il 21 febbraio 1913.